# I liga 1976-1977 (pallacanestro maschile)
La I liga 1976-1977 è stata la 43ª edizione del massimo campionato polacco di pallacanestro maschile. La vittoria finale è stata ad appannaggio dello Śląsk Breslavia.

## Risultati

### Stagione regolare
|     | Squadra             | G  | V  | P  | PF   | PS   | Pt. | Qualificazione        |
| --- | ------------------- | -- | -- | -- | ---- | ---- | --- | --------------------- |
| 1.  | Śląsk Breslavia     | 49 | 37 | 12 | 4398 | 3900 | 86  |                       |
| 2.  | Wisła Cracovia      | 49 | 35 | 14 | 4796 | 4306 | 84  |                       |
| 3.  | Resovia Rzeszów     | 49 | 34 | 15 | 4420 | 3900 | 83  |                       |
| 4.  | Wybrzeże Danzica    | 49 | 32 | 17 | 4492 | 4139 | 81  |                       |
| 5.  | Polonia Varsavia    | 49 | 31 | 18 | 4176 | 4046 | 80  |                       |
| 6.  | Lech Poznań         | 49 | 30 | 19 | 4479 | 4309 | 79  |                       |
| 7.  | ŁKS Łódź            | 49 | 24 | 25 | 4006 | 3902 | 73  |                       |
| 8.  | Start Lublino       | 49 | 20 | 29 | 3867 | 3986 | 69  |                       |
| 9.  | Górnik Wałbrzych    | 49 | 19 | 30 | 4251 | 4407 | 68  |                       |
| 10. | Spójnia Danzica     | 49 | 19 | 30 | 3664 | 3849 | 68  | retrocesse in II liga |
| 11. | Lublinianka Lublino | 49 | 10 | 39 | 3342 | 4172 | 59  | retrocesse in II liga |
| 12. | Gwardia Breslavia   | 49 | 3  | 46 | 3673 | 4648 | 52  | retrocesse in II liga |

| I liga 1976-1977          |
| ------------------------- |
| Śląsk Breslavia 3º titolo |

## Formazione vincitrice
| N° | Naz.               | Ruolo | Sportivo            |  | Alt. |  |
| -- | ------------------ | ----- | ------------------- |  | ---- |  |
|    | Polonia (bandiera) | P     | Ryszard Białowąs    |  | 179  |  |
|    | Polonia (bandiera) | C     | Adam Chłopek        |  | 201  |  |
|    | Polonia (bandiera) | C     | Leszek Chudeusz     |  | 203  |  |
|    | Polonia (bandiera) | A     | Andrzej Chybziński  |  | 196  |  |
|    | Polonia (bandiera) | C     | Marian Czarnecki    |  | 204  |  |
|    | Polonia (bandiera) | G     | Jerzy Frołów        |  | 188  |  |
|    | Polonia (bandiera) | G     | Tomasz Garliński    |  | 193  |  |
|    | Polonia (bandiera) | G     | Tadeusz Grygiel     |  | 192  |  |
|    | Polonia (bandiera) | AG    | Jerzy Hnida         |  | 200  |  |
|    | Polonia (bandiera) | A     | Jacek Kalinowski    |  | 196  |  |
|    | Polonia (bandiera) | A     | Wojciech Popowski   |  | 196  |  |
|    | Polonia (bandiera) | P     | Ryszard Prostak     |  | 190  |  |
|    | Polonia (bandiera) | P     | Dariusz Rekun       |  | 186  |  |
|    | Polonia (bandiera) | A     | Wojciech Zdrodowski |  | 199  |  |
|    | Polonia (bandiera) | All.  | Andrzej Kuchar      |  |      |  |
|    | Polonia (bandiera) | All.  | Mieczysław Łopatka  |  |      |  |

## Premi e riconoscimenti
- MVP stagione regolare:  Edward Jurkiewicz, Wybrzeże Danzica